# Point Wilson Light
Point Wilson Light je maják na mysu Point Wilson v okrese Jefferson v americkém státě Washington., který byl postaven v roce 1913 federálním úřadem pro majáky. S výškou patnácti metrů je nejvyšším majákem v Pugetově zálivu. Označuje vstup do zálivu, leží totiž na pobřeží úžiny Admiralty. Nynější stavba nahradila starou dřevěnou konstrukci z roku 1879. Nachází se ve státním parku Fort Worden nedaleko města Port Townsend, také je evidován v národním registru historických míst a je částí státního dědictví Washingtonu.